# 憂鬱くんとサキュバスさん
『憂鬱くんとサキュバスさん』（ゆううつくんとサキュバスさん）は、さかめがねによる日本の漫画作品。略称は『鬱サキュ』（うつさきゅ）。2015年9月から『となりのヤングジャンプ』にて連載中。

## 概要
原型は2015年2月8日、作者がTwitter上に、うつ病への周囲からの理解を深めようという意図で投稿した、数枚のラフスケッチ漫画。うつ病患者を叱咤激励するのでなく、寄り添うことが必要というメッセージと、そのテーマに面倒見の良すぎるサキュバス（淫魔）を組み合わせた一種ミスマッチな内容がネット上で好評となり、「となりのヤングジャンプ」での連載へと発展した。連載化後は小ネタ・時事ネタギャグを駆使した日常系漫画としての要素も加わっている。
2018年1月19日以降は不定期掲載になることが発表されるも、その後は長らく更新されず事実上の休業宣言となったが、さかめがねが本業であったサラリーマンを辞めて失業してしばらく経った後に専業のWeb漫画家となり、2020年4月3日より2年以上の休業期間を経て連載が再開された。しかし、同年9月25日の更新後、次回更新が10月16日になることの告知以降は更新されていないままである。

## あらすじ
男性を襲い、その精を糧とする女性型悪魔のサキュバス。彼女は1人の青年に狙いを定めるが、彼は日々の過酷な労働で消耗し、性欲すら失うほど憂鬱な状態に陥っていた。そこでサキュバスは彼を回復させセックスをすることを目的に、強引に居候生活を開始する。

## 登場人物
サキュバス（さくまさん）
声 - 渡部優衣
魔界からやってきた、淫魔とも呼ばれる女性型の悪魔。面倒見が良く前向きな性格で、コテコテの関西弁を話す（陽気で愛嬌があり、隙さえあれば会話でウケを取ろうとするなど、気質もステレオタイプな関西人そのものである）。感受性が強く人情味に篤いため、精を吸うための標的と定めた人間の青年・憂の性欲を回復すべく、彼のアパートで強引に居候生活を始める。
「淫魔」の割には、小柄で胸が無く、肋骨が浮き出すほどガリガリに痩せこけた、セックスアピールに乏しい体型。他の淫魔なら多少なりとも額から大きく生やしている角も、彼女の場合は小さく、前髪で隠れてしまっている。顔立ち自体は、憂が「可愛い」「愛らしい」などと素直に表現するほどの美少女である。
淫魔としての本来のコスチュームは、黒のビキニパンツと、両胸に「万有淫力」で張り付いている黒い布。背中に小さな黒い羽根を生やしている。憂以外の人間の前では、一応何らかの普通の服装になる。
名前は明らかにしていない。憂との生活のためにパン屋でアルバイトをしており、そこではさくまの偽名を名乗っている。このため周囲からは「さくまさん」「さっちゃん」などと呼ばれる。一応外国人のふりをしている様子。
魔界の学校では優等生であったらしく、多方面の知識が深い。家政、栄養学などに精通し、料理も上手（男心を掴み、外堀を埋めるためにいわゆる女子力を磨く。憂曰く「花嫁学校みたい」）。その能力を活かして、病のため自発的な生活行動ができなくなってしまっている憂の生活を手広くサポートしている。憂の会社退職に際しては残業代の未払い分回収まで手配した。アルバイト先でも多彩な働き者ぶりを発揮する。勤労や些細な家事も楽しめる性分。また、知識欲や好奇心も旺盛で、うつ病を勉強して学ぶことにも積極的。
「淫魔」らしくあろうと日ごろからあけすけな下ネタ発言を連発しているが、陰では純愛ものの恋愛小説を読んで顔を赤らめ、更にそれを「淫魔にあってはならない倒錯行為」と捉えて悩むという、ねじくれた意識がある（魔界の常識では肉体的性交渉こそが日常的で正常な対人関係であり、サキュバスにとって性欲を介さない男女関係＝「純愛」的シチュエーションは腹の膨れない食事で無意味同然であると同時に「過激」「卑猥」「インモラル」とされているため）。その言動などから、「淫魔」の本業であるはずの男漁りの実践経験については、極めて怪しいところがある。
憂（ゆう）
声 - 河西健吾
ブラック環境な日々の労働で心身ともに消耗し、重度のうつ状態になってしまった青年。その有様を見かねたサキュバスによって強引に仕事を辞めさせられてしまう。
真面目で大人しく律儀な性格で、それゆえにいったん陥ったうつ状態からの回復が難しく、サキュバスの助けでようやく生きている状況。精神の消耗からか感情の起伏や口数が少なく常にネガティブ思考、また他人に迷惑という罪悪感からなかなか自分のつらさを表に出せず、夜も熟睡できない日々を送る。
性欲も枯れ果てているため、サキュバスの求める「性的接触」は、ときおり彼女に馬乗りになってもらい胸を揉むのが精一杯だが、より気持ちよくさせるために熱心に研究ノートをつけており、そのためかマンネリ化することなく日課として成立している。
読書が趣味だったらしく、比較的落ち込みの浅い時には読書に勤しんでいるが、働いていないという罪悪感から求人誌を読んで仕事を探しているところを咎められることもあり、サキュバスを心配させている。その一方で、知識が深く雑学の説明に関しては饒舌な一面があるが、自殺や毒キノコなどネガティブ寄りな知識が多い。
サキュバスの感性ではイケメンで声もいいらしく、偶然抱き締めるような姿勢になったりというハプニングで、彼女を顔が真っ赤になるほどドキドキさせてしまうことがある。
ツグナエル
憂を更生させるべく遣わされたと自称する天使。聞きかじりのプラス思考で一方的に「がんばれ」と攻勢をかけて憂を追い詰めるため、サキュバスに警戒されている。巨乳。
頭には一応天使の輪があり、ほかに背中の羽根を出すためか、上衣とスカートが胸の下で分割された妙な白服を常時着用している。上衣下部もスカート状に開いており、胸の大きさに嫉妬したサキュバスから「おっぱいスカート」と罵りながらまくり上げられた際、ノーブラであることが発覚した。
他人にあれこれ口出しする割に本人はたいへんな怠け者であり、基本的には憂への「応援」以外は食欲と睡眠欲を満たすことにしか興味がない。野良犬と食糧を取り合い、公園でホームレス対象の炊き出しに並んでお代わりを頼み、食事時に憂の家に来ては敵であるはずのサキュバスの手料理を食べていくといった具合で、タダ飯を食うためにはプライドを曲げることもいとわない。定宿を持たずにホームレス生活をしている様子であり、少し体臭がきついらしい。
頭が悪い上に他者に共感する能力が致命的に欠けているため、身勝手な発言で憂を落ち込ませてサキュバスを怒らせることがよくある。
メタ助
サキュバスの魔界の学校での後輩でやはりサキュバス。セーラー服を着ている。学校の実習のため、最近まで南米方面で男を漁っていたが、日本にやってきた。変身能力があり、以前は別の姿をしていたらしい。
「学校では才女」であったサキュバスの実力を過大評価しており、サキュバスは面目を保つため、メタ助に色々と嘘をついて誤魔化している。
店長
サキュバスのアルバイト先のパン屋「パンデミック」店長で、ご町内の噂話が好きなおばさま。店の看板娘となったサキュバスの仕事ぶりを高く評価する一方、憂に関しては説明不足が原因で「酒に溺れ一向に働く気がなく、彼女にカネを貢がせているダメ男」と誤解しており、サキュバスのことを無駄に心配している。
モブ客
「パンデミック」の常連男性客で、落書きのようなモブキャラであるが、サキュバスや店長をいやらしい目で見たりマニアックな注文をしてきたりと奇抜な言動が多く、しばしば店長を困惑させる。

## 書誌情報
- さかめがね『憂鬱くんとサキュバスさん』集英社〈ヤングジャンプコミックス〉、既刊1巻（2016年9月16日現在）
  1. 2016年9月16日発売[6]、ISBN 978-4-08-890543-3